# Emmanuelle Claret
Emanuelle Françoise Georgette Claret (ur. 30 października 1968 w Gap, zm. 11 maja 2013 w Besançon) – francuska biathlonistka i biegaczka narciarska, pięciokrotna medalistka mistrzostw świata, brązowa medalistka mistrzostw Europy, zdobywczyni Pucharu Świata.

## Kariera
Karierę sportową rozpoczęła od biegów narciarskich. W 1989 roku wzięła udział w mistrzostwach świata w Lahti, zajmując między innymi 30. miejsce w biegu na dystansie 30 km techniką dowolną oraz dziewiąte miejsce w sztafecie. Nigdy nie zdobyła punktów Pucharu Świata w biegach narciarskich.
Od 1993 roku startowała w zawodach biathlonowych. W zawodach Pucharu Świata w biathlonie zadebiutowała 9 grudnia 1993 roku w Bad Gastein, zajmując 41. miejsce w biegu indywidualnym. Pierwsze punkty zdobyła dwa dni później w tej samej miejscowości, gdzie zajęła 15. miejsce w sprincie. Pierwszy raz na podium zawodów pucharowych stanęła 13 stycznia 1994 roku w Ruhpolding, wygrywając rywalizację w biegu indywidualnym. Wyprzedziła tam Swietłanę Paramyginą z Białorusi i swą rodaczkę Corinne Niogret. W kolejnych startach jeszcze siedem razy stawała na podium zawodów tego cyklu, odnosząc kolejne dwa zwycięstwa: 20 stycznia 1996 roku w Osrblie wygrała sprint, a 3 lutego 1996 roku w Ruhpolding ponownie zwyciężyła w biegu indywidualnym. Najlepsze wyniki osiągnęła w sezonie 1995/1996, kiedy zwyciężyła w klasyfikacji generalnej i klasyfikacji sprintu, a w klasyfikacji biegu indywidualnego zajęła drugie miejsce.
Pierwszy medal zdobyła w 1994 roku, podczas mistrzostw świata w Canmore. Wspólnie z Nathalie Beausire, Corinne Niogret i Véronique Claudel zdobyła tam brązowy medal w biegu drużynowym. Wynik ten powtórzyła na rozgrywanych rok później mistrzostwach świata w Anterselvie, gdzie startowała razem z Claudel, Niogret i Anne Briand. Podczas mistrzostw świata w Ruhpolding w 1996 roku zdobyła swój jedyny medal indywidualny w zawodach tego cyklu. W biegu indywidualnym odniosła zwycięstwo, wyprzedzając Rosjankę Olgę Mielnik i Ołenę Petrową z Ukrainy. Trzy dni później Francuzki w składzie: Emmanuelle Claret, Anne Briand, Florence Baverel i Corinne Niogret zajęły trzecie miejsce w biegu drużynowym. Ponadto Niogret, Baverel, Claret i Briand wywalczyły także srebrny medal w sztafecie.
W 1994 roku wystartowała na igrzyskach olimpijskich w Lillehammer, zajmując 35. miejsce w sprincie. Brała też udział w igrzyskach olimpijskich w Nagano w 1998 roku, plasując się na 14. w sprincie i 8. w sztafecie.
Zmarła na białaczkę.

## Osiągnięcia

### Igrzyska olimpijskie
| Rok  | Miejscowość | Konkurencje | Konkurencje | Konkurencje | Konkurencje | Konkurencje | Konkurencje | Konkurencje |
| Rok  | Miejscowość | IN          | SP          | PU          | MS          | RL          | MR          | SR          |
| ---- | ----------- | ----------- | ----------- | ----------- | ----------- | ----------- | ----------- | ----------- |
| 1994 | Lillehammer | –           | 35.         | nd.         | nd.         | –           | nd.         | –           |
| 1998 | Nagano      | –           | 14.         | nd.         | nd.         | 8.          | nd.         | –           |

### Mistrzostwa świata
| Rok  | Miejscowość         | Konkurencje | Konkurencje | Konkurencje | Konkurencje | Konkurencje | Konkurencje | Konkurencje |
| Rok  | Miejscowość         | IN          | SP          | PU          | MS          | RL          | MR          | SR          |
| ---- | ------------------- | ----------- | ----------- | ----------- | ----------- | ----------- | ----------- | ----------- |
| 1994 | Canmore             | nd.         | nd.         | nd.         | nd.         | nd.         | nd.         | –           |
| 1995 | Anterselva          | –           | 5.          | nd.         | nd.         | –           | nd.         | –           |
| 1996 | Ruhpolding          | 1.          | 19.         | nd.         | nd.         | 2.          | nd.         | –           |
| 1997 | Osrblie             | 55.         | 36.         | 20.         | nd.         | –           | nd.         | –           |
| 1998 | Pokljuka/Hochfilzen | nd.         | nd.         | 21.         | nd.         | nd.         | nd.         | –           |
| 1999 | Kontiolahti/Oslo    | –           | 44.         | 42.         | –           | –           | nd.         | –           |
| 2000 | Oslo                | 49.         | 55.         | DNF         | –           | –           | nd.         | –           |

### Puchar Świata

#### Klasyfikacja generalna
| Sezon     | Miejsce |
| --------- | ------- |
| 1993/1994 | 11.     |
| 1994/1995 | 12.     |
| 1995/1996 | 1.      |
| 1996/1997 | 21.     |
| 1997/1998 | 23.     |
| 1998/1999 | 43.     |
| 1999/2000 | 30.     |

#### Miejsca na podium w zawodach chronologicznie
| Lp. | Dzień       | Rok  | Miejscowość | Konkurencja                | Lokata | Pudła   | Czas biegu | Strata  | Zwycięzca            |
| --- | ----------- | ---- | ----------- | -------------------------- | ------ | ------- | ---------- | ------- | -------------------- |
| 1.  | 13 stycznia | 1994 | Ruhpolding  | Bieg indywidualny na 15 km | 1.     | 0+1+0+0 | 49:14,7    | –       | –                    |
| 2.  | 11 marca    | 1995 | Lahti       | Sprint na 7,5 km           | 3.     | 0+1     | 30:37,2    | +1:01,8 | Swietłana Paramygina |
| 3.  | 18 marca    | 1995 | Lillehammer | Sprint na 7,5 km           | 3.     |         | 0+1        | 25:14,8 | +27,0                |
| 4.  | 13 stycznia | 1996 | Anterselva  | Sprint na 7,5 km           | 2.     | 0+1     | 22:35,1    | +4,1    | Uschi Disl           |
| 5.  | 20 stycznia | 1996 | Osrblie     | Sprint na 7,5 km           | 1.     | 0+2     | 21:47,1    | –       | –                    |
| 6.  | 3 lutego    | 1996 | Ruhpolding  | Bieg indywidualny na 15 km | 1.     | 1+0+0+1 | 46:43,1    | –       | –                    |
| 7.  | 5 marca     | 1998 | Pokljuka    | Sprint na 7,5 km           | 2.     | 0+1     | 25:02,8    | +19,8   | Corinne Niogret      |
| 8.  | 5 stycznia  | 2000 | Oberhof     | Sprint na 7,5 km           | 2.     | 0+0     | 22:13,1    | +38,1   | Ołena Zubryłowa      |

## Osiągnięcia w biegach

### Mistrzostwa świata
| Miejsce | Dzień     | Rok  | Miejscowość | Konkurencja             | Czas biegu | Strata  | Zwyciężczyni     |
| ------- | --------- | ---- | ----------- | ----------------------- | ---------- | ------- | ---------------- |
| 34.     | 19 lutego | 1989 | Lahti       | 10 km stylem dowolnym   | 27:04,5    | +3:13,5 | Jelena Välbe     |
| 34.     | 21 lutego | 1989 | Lahti       | 15 km stylem klasycznym | 47:46,6    | +6:45,2 | Marjo Matikainen |
| 9.      | 23 lutego | 1989 | Lahti       | Sztafeta 4x5 km         | 54:49,8    | +4:18,5 | Finlandia        |
| 30.     | 25 lutego | 1989 | Lahti       | 30 km stylem dowolnym   | 1:29:59,7  | +7:46,9 | Jelena Välbe     |